# (1855) Korolev
(1855) Korolev – planetoida z pasa głównego asteroid okrążająca Słońce w ciągu 3,37 lat w średniej odległości 2,25 j.a. Została odkryta 8 października 1969 roku przez Ludmiłę Czernych. Nazwa planetoidy pochodzi od Siergieja Korolowa – radzieckiego konstruktora rakiet i statków kosmicznych.